# صلاح تشودري
صلاح تشودهاري (بالإنجليزية: Salah Choudhury)‏ هو صحفي ومؤلف بنغلاديشي وباكستاني، ولد في 12 يناير 1965 في سيلهيت في بنغلاديش.

## وصلات خارجية
- الموقع الرسمي